# Стюарт, Илья Дэвидович
Илья Дэвидович Стюарт (род. 4 октября 1987, Москва) — российский продюсер кино и рекламы. Основатель кинокомпании Hype Studios и производственной компании Hype Production. Обладатель «Каннских львов», лауреат Каннского кинофестиваля, Веницианского кинофестиваля и Берлинского кинофестиваля. Лауреат премии Российской академии кинематографических искусств «Ника» (но это не точно). Член Европейской киноакадемии и Азиатско-Тихоокеанской киноакадемии.

## Биография
Родился 4 октября 1987 года в Москве. Мать — Элла Стюарт, глава рекламной компании BBDO Group. В 15-летнем возрасте Илью отправили в швейцарскую школу, затем он закончил Голдсмитский колледж, где получил степень бакалавра медиа-коммуникаций. Как и мать, Илья Стюарт занялся рекламным бизнесом. В 2011 году он вместе с Мурадом Османном основал компанию Hype Production, которую они позиционировали как платформу для перспективных режиссёров. Компания снимает рекламные ролики, некоторые из которых становились призёрами «Каннских львов». В 2015 году открывает подразделение Hype Film и компания начинает заниматься производством кинофильмов. Компания известна продюсированием последних фильмов Кирилла Серебренникова. Кроме российских фильмов, Стюарт и Османн начинают продюсировать фильмы за рубежом, как режиссерский дебют Алисы Хазановой «Осколки» и драма о холокосте «Уроки фарси», а также становятся исполнительными продюсерами ЛГБТ-драмы «Мир грядущий». В 2018 году попадает в список «Producers to Watch» по версии международного журнала Variety. В этом же году признан лучшим молодым продюсером на VI Национальном кинофестивале дебютов «Движение».
Стюарт привлекал внимание СМИ конфликтами с режиссёрами. При показе «Блокбастера» на «Кинотавре» режиссёр фильма Роман Волобуев объявил о решении убрать своё имя из числа создателей фильма, назвав итоговый монтаж картины «продюсерской версией». В 2019 году Hype Film и «Кинопрайм» Романа Абрамовича занимались продюсированием фильма Андрея Звягинцева о состоятельном россиянине на Средиземноморье, но затем вышли из дорогостоящего проекта. Звягинцев заявил, что Стюарт в нарушение давно достигнутых договорённостей потребовал изменить финал фильма. Стюарт отказался комментировать конфликт, упомянув, что причиной отказа от участия студии в проекте были в первую очередь связаны с экономикой проекта.
В 2021 продюсирует «Скарлет» — фильм итальянского режиссера Пьетро Марчелло, снятый по мотивам повести «Алые паруса» Александра Грина, с Луи Гаррелем в одной из главных ролей. Картина становится фильмом открытия секции «Двухнедельник режиссеров» Каннского фестиваля в 2022.
В феврале 2022 становится известно, что кинокомпания Стюарта будет продюсировать полнометражный фильм польского режиссера и сценариста Малгожаты Шумовской, основанный на одноименной книге писателя Эндрю Д. Кауфмана «Правдивая история любви, риска и женщины, которая спасла Достоевского».
В августе 2022 года основал независимую европейскую кинокомпанию Hype Studios, которая сфокусируется на англоязычных художественных фильмах и сериалах. Первым проектом студии становится фильм Кирилла Серебренникова, экранизация биографии «Лимонов» французского писателя Эмманюэля Каррера, с Беном Уишоу в главной роли. Одним из авторов сценария является Павел Павликовский..
В 2023 приступает к производству следующего фильма Кирилла Серебренникова про врача-нациста Йосефа Менгеле, основанном на романе Оливье Гез «Исчезновение Йосефа Менгеле», получившем премию Ренодо в 2017. Становится известно, что главную роль исполнит Аугуст Диль.
В мае 2023 в мировой прокат выходит американская эротическая комедия «Стоп-слово», которую продюсирует Стюарт. Премьера картины проходит с большим успехом на кинофестивале в Торонто. В главных ролях — Маргарет Куэлли и Кристофер Эбботт.
Женат на актрисе Светлане Устиновой, которая снялась в ряде его фильмов, и с которой они также работают вместе над режиссерским дебютом Устиновой «Время года зима», с Юлией Снигирь и Евгенией Добровольской в главных ролях.

## Фильмы
- 2014 — «Капсула» (реж. Егор Абраменко; короткометражный)
- 2016 — «Холодный фронт» (реж. Роман Волобуев)
- 2016 — «Ученик» (реж. Кирилл Серебренников)
- 2017 — «Осколки» (реж. Алиса Хазанова)
- 2017 — «Пассажир» (реж. Егор Абраменко; короткометражный)
- 2017 — «Блокбастер» (реж. Роман Волобуев)
- 2017 — «Мифы» (реж. Александр Молочников)
- 2017 — «Психотроника» (реж. Хаски; короткометражный)
- 2018 — «Лето» (реж. Кирилл Серебренников)
- 2018 — «После лета» (реж. Кирилл Серебренников; документальный)
- 2018 — «Бывшая» (реж. Андрей Никифоров; короткометражный)
- 2019 — «Где бы ты ни был» (реж. Олег Трофим; короткометражный)
- 2019 — «Выше домов» (реж. Олег Трофим; короткометражный)
- 2020 — «Уроки фарси» (реж. Вадим Перельман)
- 2020 — «Спутник» (реж. Егор Абраменко)
- 2020 — «Мир грядущий» (реж. Мона Фастволд; исполнительный продюсер)
- 2020 — «Петровы в гриппе» (реж. Кирилл Серебренников)
- 2021 — «Казнь» (реж. Ладо Кватания)
- 2021 — «Родные» (реж. Илья Аксёнов)
- 2022 — «Плотник» (реж. Авдотья Смирнова)
- 2022 — «На тебе сошёлся клином белый свет» (реж. Игорь Поплаухин)
- 2022 — «Время года зима» (реж. Светлана Устинова)
- 2022 — «Жена Чайковского» (реж. Кирилл Серебренников)
- 2023 — «Хозяин» (реж. Юрий Быков)
- 2022 — «Домашнее поле»  (реж. Феликс Умаров)
- 2023 — «Бешенство» (реж. Дмитрий Дьяченко)
- 2023 — «Лимонов, баллада об Эдичке» (реж. Кирилл Серебренников)
- 2024 — «Исчезновение Йозефа Менгеле» (реж. Кирилл Серебренников)